# Ulica Lutycka w Poznaniu
Ulica Lutycka – jedna z głównych ulic północnej części Poznania. Stanowi fragment drogi krajowej nr 92 (do 2005 roku nr 2 E30, przed 1985 rokiem E8) oraz tranzytowej obwodnicy śródmieścia. Pokrywa się z planowaną III ramą komunikacyjną. Częściowo biegnie odcinkiem dawnej drogi rokadowej Twierdzy Poznań zbudowanej w latach 70. XIX wieku. Do 1990 r. znajdowała się w dzielnicy Jeżyce. Nazwę, upamiętniającą grupę plemion słowiańskich, otrzymała w 1936 roku.
Prawie na całej długości nie posiada oświetlenia – wyjątkiem jest odcinek od węzła z ul. Dąbrowskiego do przejazdu przez linię kolejową do Szczecina oraz przejazd przez linię kolejową do Piły. Środkiem ulicy przebiega granica między kilkoma osiedlami administracyjnymi. W całości jest jednojezdniowa.
Planowana jest przebudowa ulicy między rondem Obornickim a ulicą Koszalińską, docelowo do drogi dwujezdniowej. Po zakończeniu przebudowy uzyska klasę GP.
W 2024 roku rozpoczęto budowę wiaduktu nad linią kolejową nr 354 (Poznań – Piła) oraz przebudowę układu komunikacyjnego w okolicy.

## Komunikacja miejska
Na krótkich odcinkach kursują linie autobusowe, obsługiwane na zlecenie ZTM
- dzienne[9]:

-  160 Stary Strzeszyn ↔ Garbary PKM – od ul. Podolańskiej do ul. Dojazd
-  183 Szarych Szeregów ↔ Rondo Śródka – od ul. Podolańsiej do ul. Dojazd

- nocne[10]:

-  216 Poznań Główny → Puszkina → Poznań Główny – od ul. Dojazd do ul. Podolańskiej
-  226 Poznań Główny → Puszkina → Poznań Główny – od ul. Podolańskiej do ul. Dojazd (odwrotny kierunek wobec linii 216)

## Opisane obiekty
Od zachodu:
- stacja kolejowa Poznań Wola
- hotel i restauracja Astra
- Fort VIa
- Cmentarz Parafialny św. Jana Vianneya
- stacja elektroenergetyczna „Sołacz”
- stacja benzynowa Pegas
- Rondo Obornickie